# Wierzchowiska Drugie (Janów Lubelski)
Pour les articles homonymes, voir Wierzchowiska Drugie.
Wierzchowiska Drugie (prononciation : [vjɛʂxɔˈviska ˈdruɡʲɛ]) est un village polonais de la gmina de Modliborzyce dans le powiat de Janów Lubelski de la voïvodie de Lublin dans l'est de la Pologne.
Il se situe à environ 10 kilomètres au nord de Janów Lubelski (siège du powiat) et 52 kilomètres au sud de Lublin (capitale de la voïvodie).

## Histoire
De 1975 à 1998, le village est attaché administrativement à la voïvodie de Tarnobrzeg.

Depuis 1999, il fait partie de la voïvodie de Lublin.